# 428 f.Kr.

## Händelser

### Efter plats

#### Grekland
- Mytilene, huvudstaden på ön Lesbos, gör uppror mot det atenska styret. Den spartanske amiralen Alkidas leder 40 peloponnesiska allierade fartyg, med målet att stödja Mytilenes invånare. Upproret krossas dock innan förstärkningarna hinner fram.
- Trots uppmaning från de joniska ledarna att söka strid med atenarna avstår Alkidas. Han leder istället sin flotta till Cyllene där spartanerna bestämmer sig för att förstärka flottan och skicka den till Korkyra där ett uppror har brutit ut. De spartanska ledarna, Brasidas och Alkidas, besegrar sedan en flotta av korkyriska fartyg. De drar sig dock tillbaka, när de får veta att 60 atenska fartyg från Leokas, under Eurymedons befäl, har sänts iväg för att söka strid med dem.

#### Italien
- Den grekiska kolonin Cumae i Italien faller i samniternas händer, varpå dessa får kontrollen över den kampaniska slätten.

### Efter ämne

## Födda
- Arkytas, grekisk matematiker, statsman och fältherre (född omkring detta år; död 347 f.Kr.)

## Avlidna
- Anaxagoras, grekisk filosof (försokratiker) (född omkring 488 f.Kr.)